# August Gabel
August Gabel (* 2. Februar 1908 in Sarstedt; † 2004) war ein deutscher Politiker (CDU) und Abgeordneter des ernannten Niedersächsischen Landtages.

## Leben
Gabel begann nach dem Schulabschluss eine Lehre als Technischer Zeichner und nahm später drei Semester Abendunterricht in der Maschinenbauschule. Von 1927 bis 1930 machte er eine Weiterbildung zum Techniker. Seine Abschlussprüfung machte er in der Abendabteilung der städtischen Maschinenbauschule Hannover und war danach als technischer Kalkulator tätig. Während des Zweiten Weltkrieges war er unabkömmlich gestellt. Er war aktives Mitglied in kirchlichen Vereinen und stand der Zentrumspartei nahe.
Er war verheiratet und hatte vier Kinder.

## Politik
Am 13. Dezember 1945 fand in Sarstedt die erste Sitzung eines neuen Gemeinderates statt, bei der er zum Vorsitzenden der Gemeindevertretung gewählt wurde. Er war Mitglied des ernannten Hannoverschen Landtages vom 23. August 1946 bis 29. Oktober 1946.

## Quelle
- Barbara Simon: Abgeordnete in Niedersachsen 1946–1994. Biographisches Handbuch. Hrsg. vom Präsidenten des Niedersächsischen Landtages. Niedersächsischer Landtag, Hannover 1996, S. 112.